# Morissen
Morissen (toponimo tedesco; in romancio Murissen ) è una frazione di 228 abitanti del comune svizzero di Lumnezia, nella regione Surselva (Canton Grigioni).

## Geografia fisica
Il paese si trova ai piedi del versante meridionale del Piz Mundaun.

## Storia

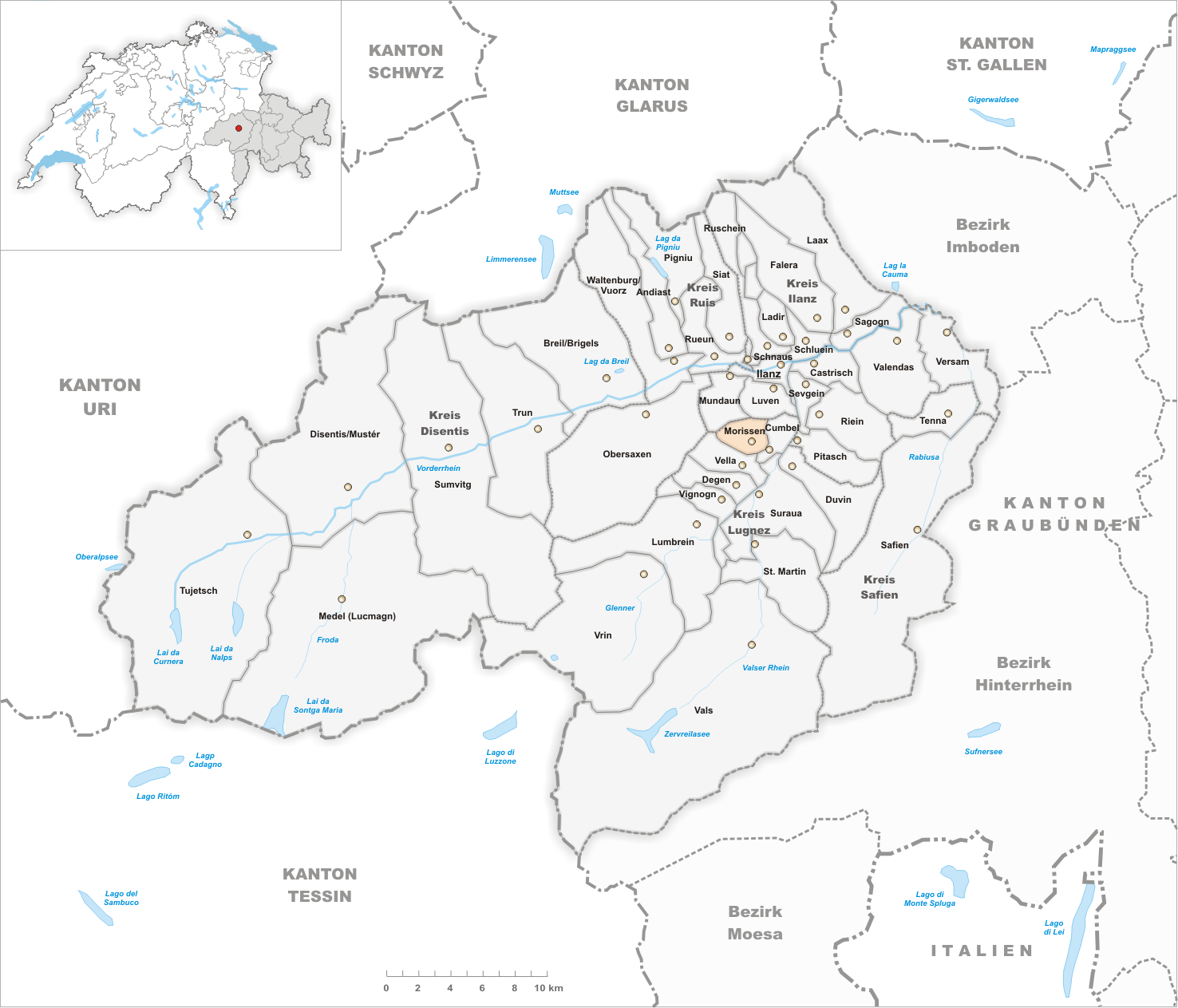
Il territorio del comune di Morissen prima degli accorpamenti comunali del 2013

Già comune autonomo che si estendeva per 5,67 km², il 1º gennaio 2013 è stato aggregato agli altri comuni soppressi di Cumbel, Degen, Lumbrein, Suraua, Vella, Vignogn e Vrin per formare il nuovo comune di Lumnezia.

## Monumenti e luoghi d'interesse
- Chiesa cattolica dei Santi Giacomo e Filippo (già dei Santi Giacomo e Cristoforo), attestata dal 1345 e ricostruita nel 1867-1868[2].

## Società

### Evoluzione demografica
L'evoluzione demografica è riportata nella seguente tabella:
Abitanti censiti

### Lingue e dialetti
La maggioranza della popolazione parla la lingua romancia.